# Аннаилт

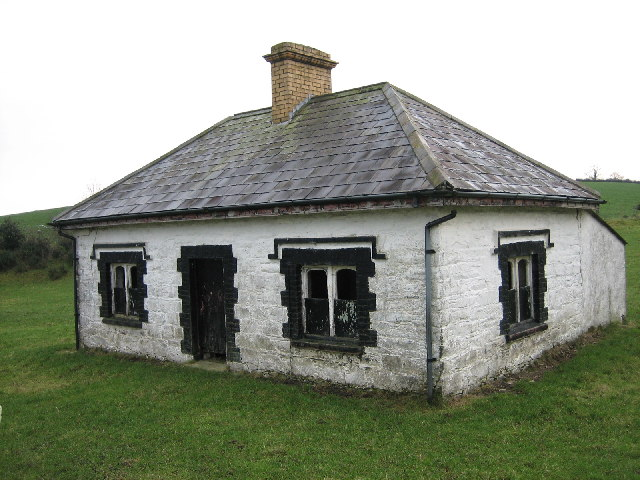
Дом в деревне

Аннаилт (англ. Annahilt, ирл. Eanach Eilte) — деревня в районе Лисберн, находящаяся в графстве Даун Северной Ирландии. Согласно переписи 2001 года, здесь живёт 1148 человек.
В деревне есть начальная школа, дом престарелых, магазины и трехзвёздочный палаточный лагерь-отель. Посёлок значительно расширился во второй половине XX века; начальная школа была основана в 1801 году.
Церковь, некогда стоявшая на месте современной церкви Ирландии, была основана в VIII веке святым Молиббой. Она была перестроена в 1422 году, и ещё раз — в 1741 году. От неё осталась только разрушенная башня у кладбища. Современная церковь построена в 1856 году.